# Discografia de Mika (cantor)
A discografia de Mika, um cantor britânico, é composta por quatro álbuns de estúdio, quatro extended plays (EP) e treze singles, incluindo um como artista convidado. Mika vendeu mais de dez milhões de discos ao redor do mundo.

## Álbuns

### Álbuns de estúdio
| Título                    | Detalhes do álbum                                                                                 | Melhores posições                                              | Melhores posições                                              | Melhores posições                                              | Melhores posições                                              | Melhores posições                                              | Melhores posições                                              | Melhores posições                                              | Melhores posições                                              | Melhores posições                                              | Melhores posições                                              | Certificações |
| Título                    | Detalhes do álbum                                                                                 | RU                                                             | AUS                                                            | AUT                                                            | FRA                                                            | ALE                                                            | IRL                                                            | ITA                                                            | HOL                                                            | NOR                                                            | SUI                                                            | Certificações |
| ------------------------- | ------------------------------------------------------------------------------------------------- | -------------------------------------------------------------- | -------------------------------------------------------------- | -------------------------------------------------------------- | -------------------------------------------------------------- | -------------------------------------------------------------- | -------------------------------------------------------------- | -------------------------------------------------------------- | -------------------------------------------------------------- | -------------------------------------------------------------- | -------------------------------------------------------------- | --- |
| Life in Cartoon Motion    | - Lançado: 5 de fevereiro de 2007 - Gravadora: Island (#1717335) - Formatos: CD, download digital | 1                                                              | 5                                                              | 6                                                              | 1                                                              | 6                                                              | 2                                                              | 9                                                              | 1                                                              | 1                                                              | 1                                                              | - UK: 5× Platina - AUS: 2× Platina - AUT: Platina - FRA: Diamante - GER: Platina - IRE: 3× Platina - ITA: Platina - NLD: Ouro - SWI: 2× Platina |
| The Boy Who Knew Too Much | - Lançado: 21 de setembro de 2009 - Gravadora: Island (#2712588) - Formatos: CD, digital download | 4                                                              | 10                                                             | 9                                                              | 1                                                              | 6                                                              | 14                                                             | 10                                                             | 5                                                              | 29                                                             | 2                                                              | - FRA: 3× Platina - ITA: Ouro - SWI: Ouro |
| The Origin of Love        | - Lançamento: 16 de setembro de 2012 - Gravadora: Island - Formatos: CD, digital download         | Mais de 1 milhao de copias incluindo vendas fisicas e digitais | Mais de 1 milhao de copias incluindo vendas fisicas e digitais | Mais de 1 milhao de copias incluindo vendas fisicas e digitais | Mais de 1 milhao de copias incluindo vendas fisicas e digitais | Mais de 1 milhao de copias incluindo vendas fisicas e digitais | Mais de 1 milhao de copias incluindo vendas fisicas e digitais | Mais de 1 milhao de copias incluindo vendas fisicas e digitais | Mais de 1 milhao de copias incluindo vendas fisicas e digitais | Mais de 1 milhao de copias incluindo vendas fisicas e digitais | Mais de 1 milhao de copias incluindo vendas fisicas e digitais | Mais de 1 milhao de copias incluindo vendas fisicas e digitais                                                                                  |

### Álbuns de vídeo
| Ano  | Detalhes do vídeo |
| ---- | --- |
| 2007 | Live in Cartoon Motion - Lançado em 12 de novembro de 2007 - Gravadora: Island (#1751268) - Formatos: DVD               |
| 2008 | Live Parc Des Princes Paris - Lançado em 10 de Novembro de 2008 - Gravadora: Island (#1751268) - Formatos: DVD, Blu-ray |

### EPs
| Título                           | Detalhes do EP                                                                       | UK |
| -------------------------------- | ------------------------------------------------------------------------------------ | -- |
| Dodgy Holiday                    | - Lançado: 20 November 2006 - Gravadora: Casablanca - Formatos: digital download     | 97 |
| iTunes Festival: London          | - Lançado: 28 de Agosto de 2007 - Gravadora: Casablanca - Formatos: digital download | —  |
| Songs for Sorrow                 | - Lançado: 8 de Junho de 2009 - Gravadora: Arista - Formatos: CD, digital download   | —  |
| iTunes Live: London Festival '09 | - Lançado: 11 de Agosto de 2009 - Gravadora: Casablanca - Formatos: digital download | —  |

## Singles
| Single                                                   | Ano  | Melhores posições | Melhores posições | Melhores posições | Melhores posições | Melhores posições | Melhores posições | Melhores posições | Melhores posições | Melhores posições | Melhores posições | Certificações                                      | Álbum                               |
| Single                                                   | Ano  | UK                | AUS               | AUT               | FRA               | GER               | IRE               | ITA               | NLD               | NOR               | SWI               | Certificações                                      | Álbum                               |
| -------------------------------------------------------- | ---- | ----------------- | ----------------- | ----------------- | ----------------- | ----------------- | ----------------- | ----------------- | ----------------- | ----------------- | ----------------- | -------------------------------------------------- | ----------------------------------- |
| "Relax, Take It Easy"[A]                                 | 2006 | 78                | —                 | 3                 | 1                 | 4                 | 8                 | 2                 | 1                 | 2                 | 2                 |                                                    | Life in Cartoon Motion              |
| "Grace Kelly"                                            | 2007 | 1                 | 2                 | 3                 | 82                | 4                 | 1                 | 1                 | 4                 | 1                 | 2                 | - UK: Prata - AUS: Platina - GER: Ouro - SWI: Ouro | Life in Cartoon Motion              |
| "Lollipop" [A]                                           | 2007 | 59                | —                 | 51                | —                 | 35                | —                 | —                 | 13                | 19                | 58                |                                                    | Life in Cartoon Motion              |
| "Love Today"                                             | 2007 | 6                 | 3                 | —                 | 5                 | —                 | 13                | 5                 | 25                | —                 | 46                | - AUS: Platina                                     | Life in Cartoon Motion              |
| "Big Girl (You Are Beautiful)"                           | 2007 | 9                 | 23                | 8                 | —                 | 19                | 9                 | —                 | 4                 | 18                | 29                | - AUS: Gold                                        | Life in Cartoon Motion              |
| "Happy Ending"                                           | 2007 | 7                 | 7                 | 29                | —                 | 28                | 29                | 12                | 10                | —                 | 10                | - AUS: Ouro                                        | Life in Cartoon Motion              |
| "Relax, Take It Easy" / "Lollipop"[A]                    | 2007 | 18                | —                 | —                 | —                 | —                 | —                 | —                 | —                 | —                 | —                 |                                                    | Life in Cartoon Motion              |
| "We Are Golden"                                          | 2009 | 4                 | 10                | 17                | 19                | 29                | 14                | 3                 | 20                | 19                | 11                | - ITA: Ouro                                        | The Boy Who Knew Too Much           |
| "Blame It on the Girls"                                  | 2009 | 72                | —                 | —                 | —                 | —                 | —                 | —                 | —                 | —                 | —                 |                                                    | The Boy Who Knew Too Much           |
| "Rain"                                                   | 2009 | 72                | 90                | —                 | 5                 | 56                | —                 | 4                 | 24                | —                 | 28                | - ITA: Ouro                                        | The Boy Who Knew Too Much           |
| "Elle me dit"                                            | 2011 | —                 | —                 | —                 | 1                 | —                 | —                 | —                 | —                 | —                 | 16                |                                                    | The Origin of Love                  |
| "Celebrate" (com Pharrell Williams)                      | 2012 | —                 | —                 | —                 | 88                | —                 | —                 | —                 | —                 | —                 | —                 |                                                    | The Origin of Love                  |
| "Wonderful Christmastime" (com Kylie Minogue)            | 2016 | —                 | —                 | —                 | —                 | —                 | —                 | —                 | —                 | —                 | —                 |                                                    | Kylie Christmas: Snow Queen Edition |
| "—" denotes single that did not chart or was not release |      |                   |                   |                   |                   |                   |                   |                   |                   |                   |                   |                                                    |                                     |

### Como artista convidado
| Single                                          | Ano  | Melhores posições | Melhores posições | Melhores posições | Melhores posições | Melhores posições | Melhores posições | Álbum              |
| Single                                          | Ano  | RU                | AUS               | AUT               | ALE               | IRL               | SUI               | Álbum              |
| ----------------------------------------------- | ---- | ----------------- | ----------------- | ----------------- | ----------------- | ----------------- | ----------------- | ------------------ |
| "Everybody Hurts" (como parte do Helping Haiti) | 2010 | 1                 | 28                | 23                | 16                | 1                 | 16                | Single de caridade |

### Canções notáveis
| "Kick Ass (We Are Young)" (Mika vs. RedOne) | 2010 | 84 | — | 54 | — | 54 | 8 | 5 | — | — | 56 | - ITA: Ouro | Kick-Ass |

Notas:
- A^ No Reino Unido, "Relax, Take It Easy" foi lançado primeiramente em Outubro de 2006 e alcançou a posição de númeor setenta e dois, mas foi relançado em Dezembro de 2007 como um A-side duplo de "Lollipop" alcançando a posição de número dezoito. "Lollipop" foi lançada somente no formato de download digital, e alcançou a posição máxima de número cinquenta e nove.[2]

## Vídeos musicais
| Ano  | Título                                          | Diretor                  |
| ---- | ----------------------------------------------- | ------------------------ |
| 2006 | "Relax, Take It Easy (Primeira versão)"         | Airside                  |
| 2007 | "Grace Kelly"                                   | Sophie Muller            |
| 2007 | "Love Today"                                    | Sophie Muller            |
| 2007 | "Big Girl (You Are Beautiful)"                  | Patrick Daughters        |
| 2007 | "Happy Ending"                                  | AlexandLiane             |
| 2007 | "Relax, Take It Easy (Segunda versão)"          | —                        |
| 2007 | "Lollipop"                                      | Bonzom                   |
| 2009 | "We Are Golden"                                 | Jonas Åkerlund           |
| 2009 | "Blame It on the Girls"                         | Nez Khammal              |
| 2009 | "Rain"                                          | Nez Khammal              |
| 2010 | "Everybody Hurts" (como parte do Helping Haiti) | Joseph Kahn              |
| 2010 | "Kick Ass (We Are Young)"                       | Jim Canty                |
| 2011 | "Elle me dit"                                   | Kinga Burza              |
| 2012 | "Make You Happy"                                | Iouri Philippe Pailléref |
| 2012 | "Celebrate (feat. Pharrell Williams)"           |                          |